# Holly Aird
Imogen Holly Aird (Aldershot, 18 maggio 1969) è un'attrice britannica.

## Biografia
Fin dall'età di nove anni entra nei casting degli spettacoli della Bush Davies Ballet School, fino a prendere nel 1980 alla rappresentazione del libro di H.G. Wells The History of Mr Polly. L'anno successivo interpreta la giovane Elspeth Huxley nella rappresentazione dell'autobiografia della scrittrice The Flame Trees of Thika. In seguito recita in altri spettacoli teatrali e televisivi tra cui la nota serie Waking The Dead. Ha due figli: Joseph avuto dall'attore James Purefoy e Nelly avuta da Toby Merritt, fotografo free-lancer.

## Filmografia parziale

### Cinema
- Febbre a 90° (Fever Pitch), regia di David Evans (1997)
- La teoria del volo (The Theory of Flight), regia di Paul Greengrass (1998)
- Una passione spezzata (Dreaming of Joseph Lees), regia di Eric Styles (1999)
- Possession - Una storia romantica (Possession), regia di Neil LaBute (2002)
- Page Eight, regia di David Hare (2011)
- Silent Night, regia di Camille Griffin (2021)

### Televisione
- Ispettore Morse (Inspector Morse) – serie TV, 1 episodio (1988)
- Miss Marple (Agatha Christie's Miss Marple) – serie TV, episodio 1x11 (1991)
- Waking the Dead – serie TV, 39 episodi (2000-2005)
- Casualty – serie TV, 5 episodi (2006-2021)
- Torn – miniserie TV, 3 puntate (2007)
- Law & Order: UK – serie TV, 1 episodio (2009)
- Material Girl – serie TV, 1 episodio (2010)
- L'ispettore Barnaby (Midsomer Murders) – serie TV, episodi 14x04-23x01 (2011-2022)
- Grantchester – serie TV, episodio 3x03 (2017)
- A Discovery of Witches - Il manoscritto delle streghe (A Discovery of Witches) – serie TV, 6 episodi (2021)
- Four Lives – serie TV, 2 episodi (2022)